# Raffaello Ojetti
Raffaello Ojetti (Roma, 7 febbraio 1845 – Roma, 26 marzo 1924) è stato un architetto italiano.

## Biografia
Nacque da Maria Boncompagni Ludovisi e Benedetto Ojetti. Finì gli studi umanistici presso il collegio benedettino di Subiaco ed entrò nello studio romano di Luigi Poletti.
Entra in seguito a far parte dell'Associazione Artistica Internazionale (organizzazione concorrente della Società degli Amatori e Cultori), fondata dall’amico il principe Baldassarre Odescalchi, ricoprendone nel tempo vari incarichi.
Nel 1871 divenne direttore della rivista Roma artistica, ricoprendo l'incarico per un anno intero durante il quale scrisse e firmò articoli d'architettura, arti applicate e decorative e dedicandosi a biografie di pittori e scultori suoi contemporanei.
Partecipò alla costituzione dell'ormai scomparso Museo Artistico Industriale.
Lavorò principalmente nella sua città natale.
Suo figlio Ugo divenne un importante cultore e critico d'arte.